# پریش تنسس (لوئیزیانا)
تنسس پریش (به انگلیسی: Tensas Parish) یک قصبه در ایالات متحده آمریکا است که در لوئیزیانا واقع شده‌است.

## خصوصیات
تنسس پریش ۱٬۶۶۰٫۱۹ کیلومترمربع مساحت دارد.

## نگارخانه

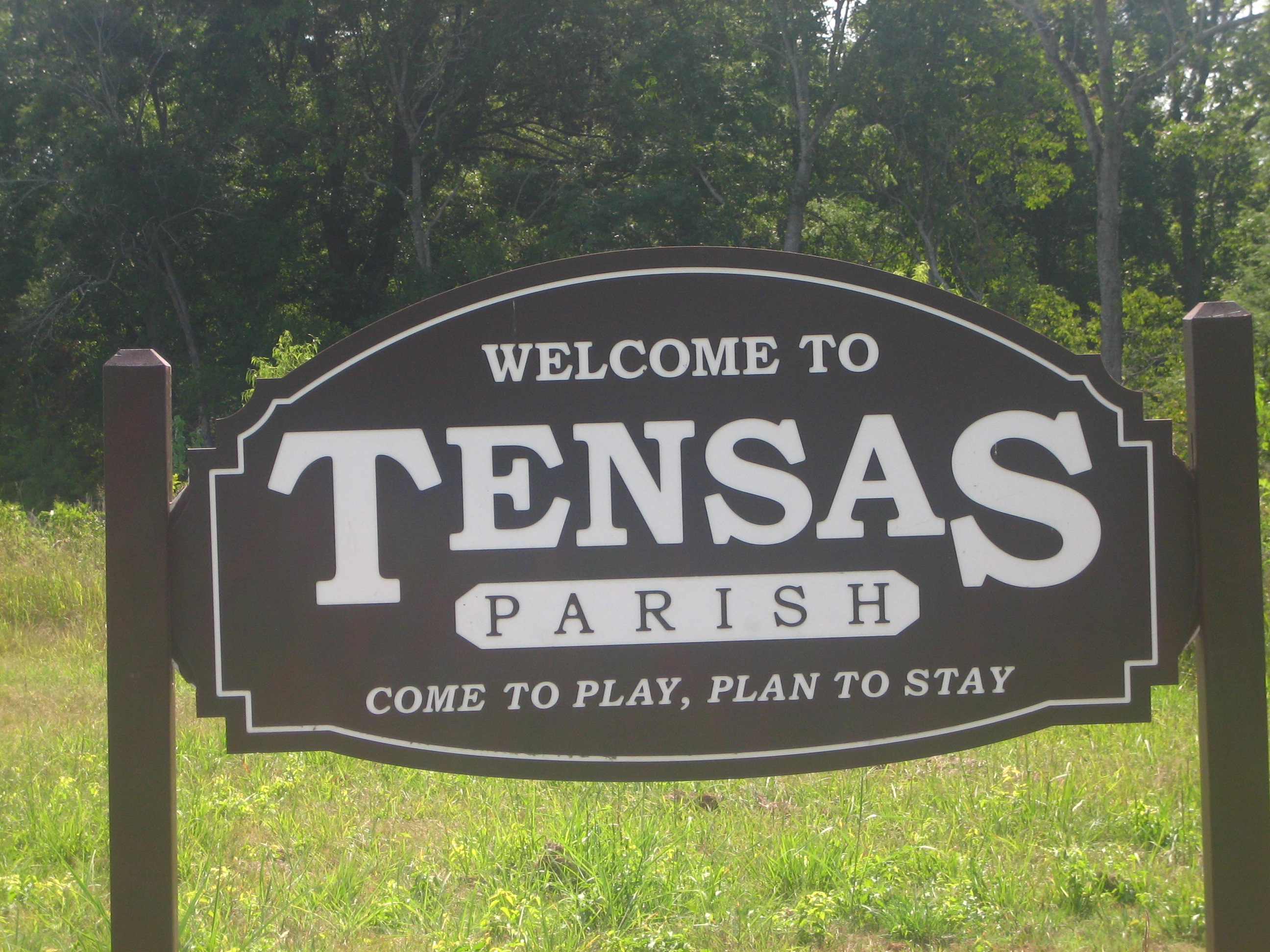
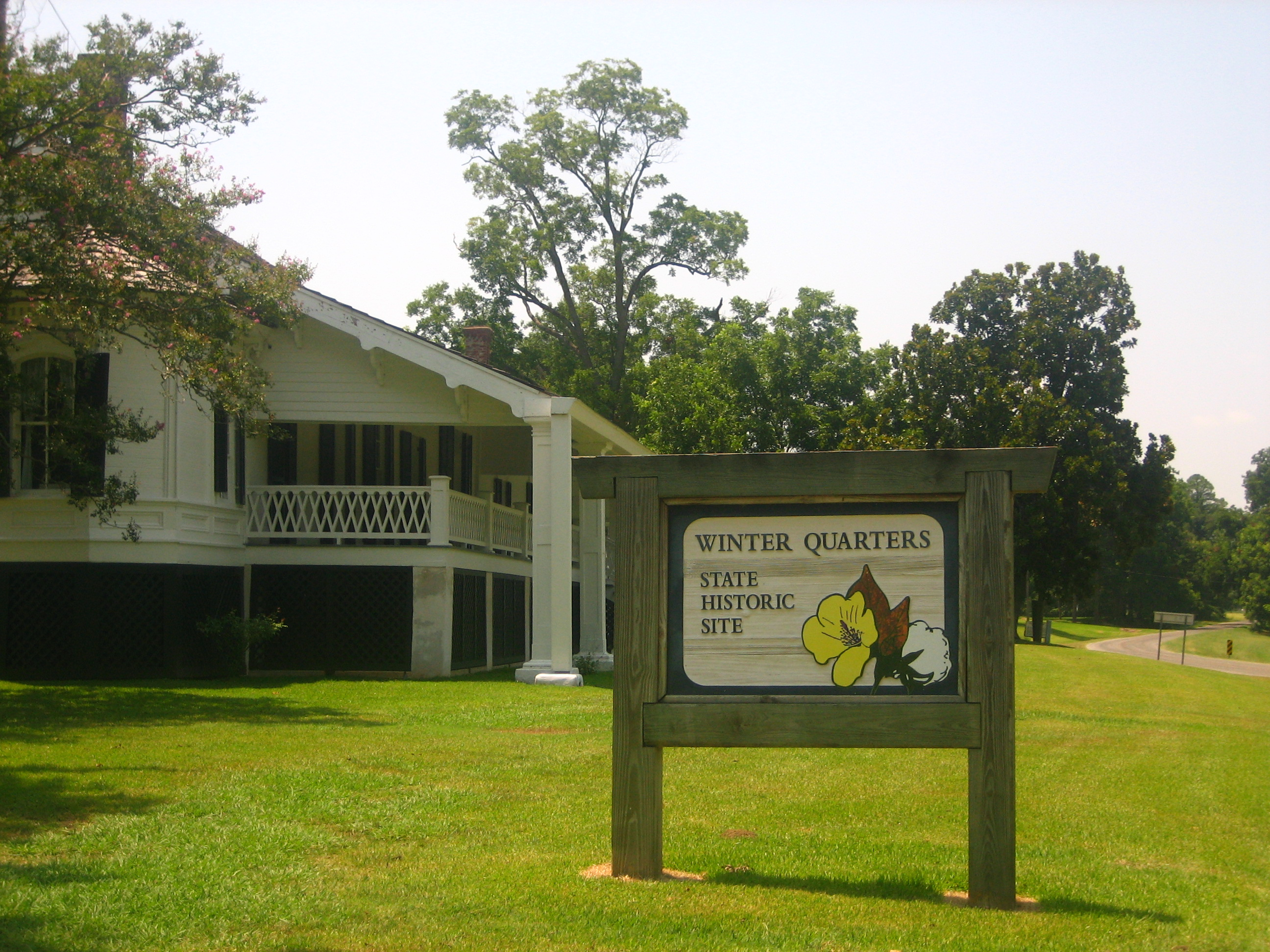
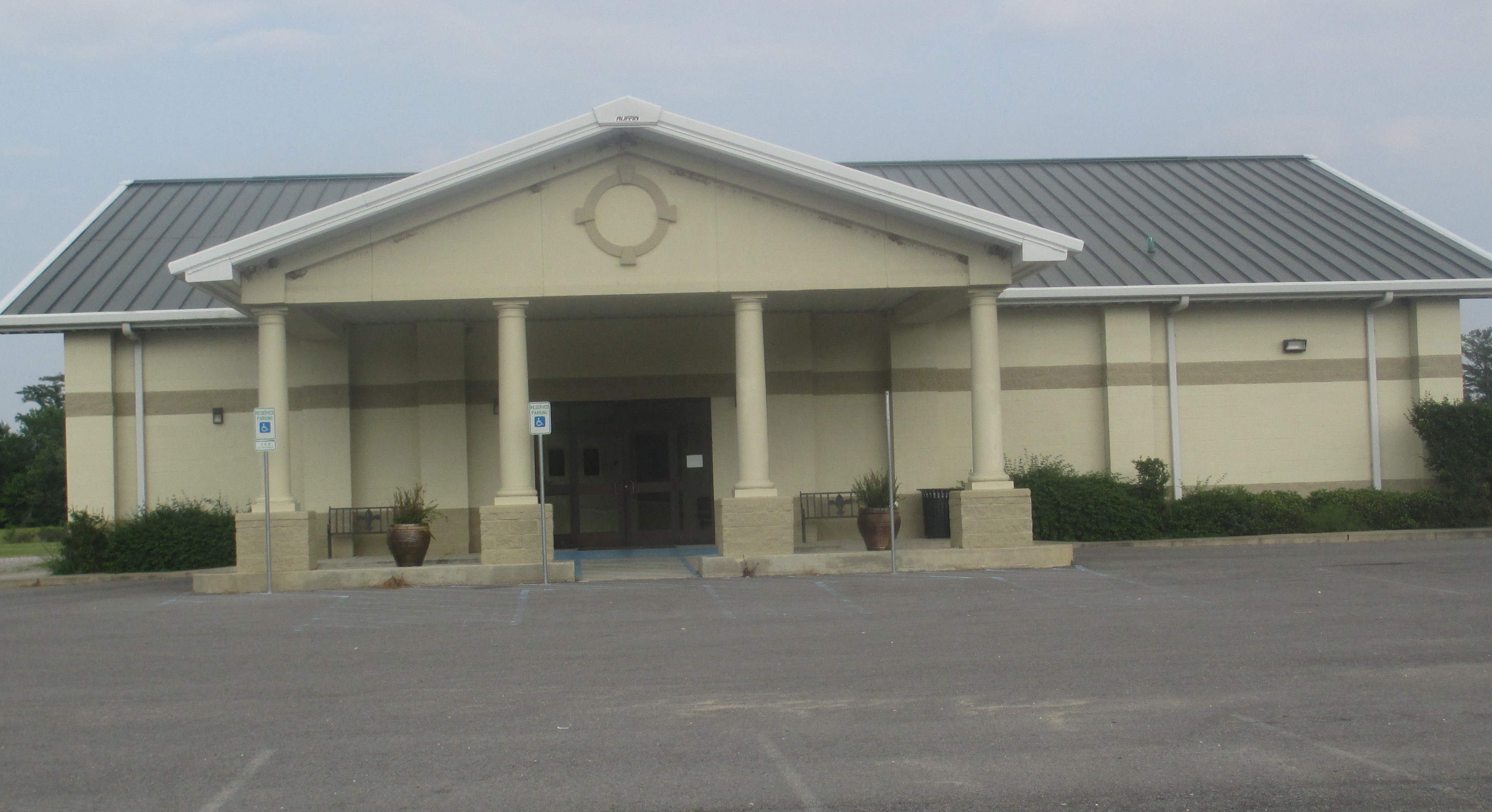
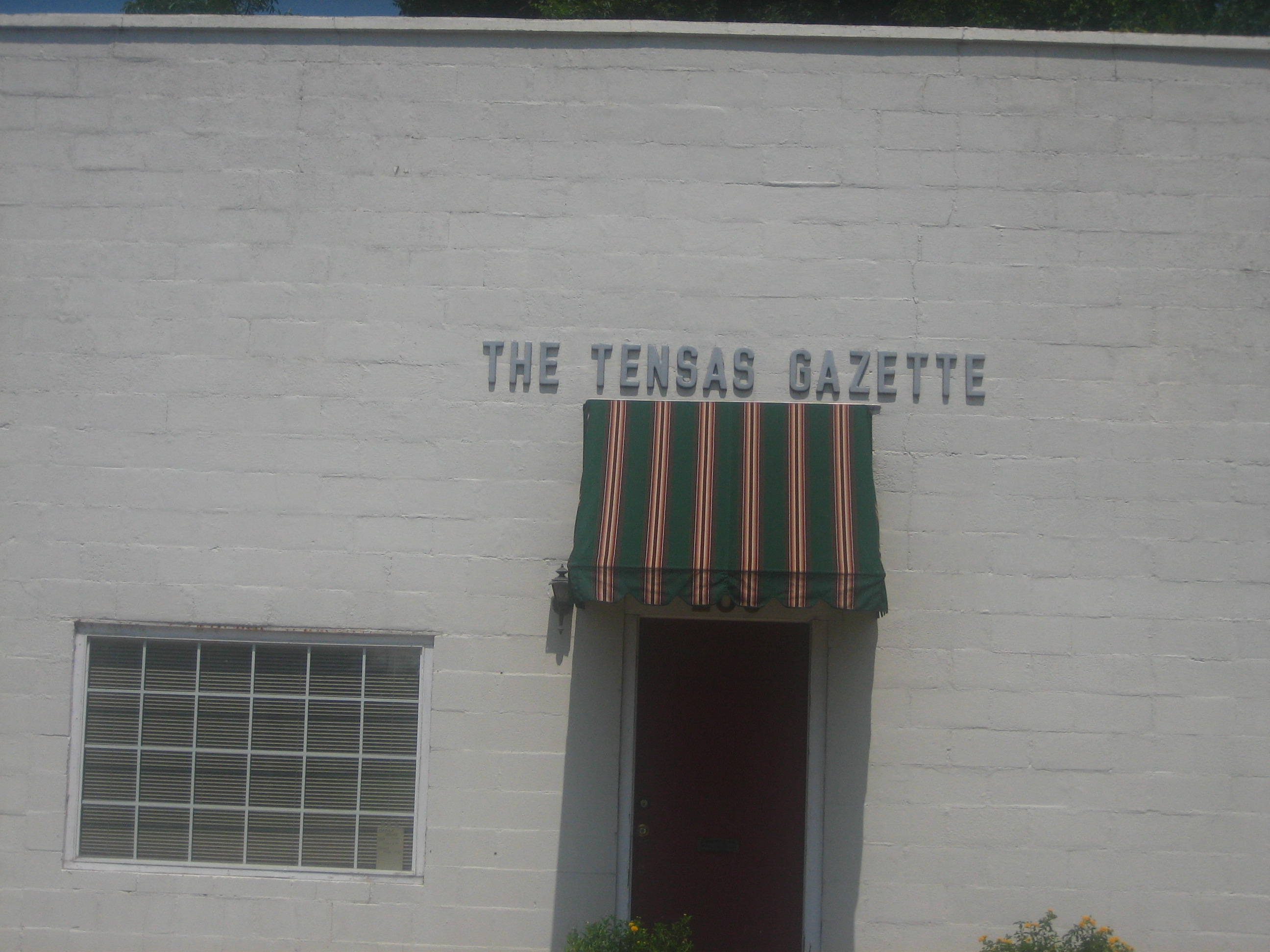
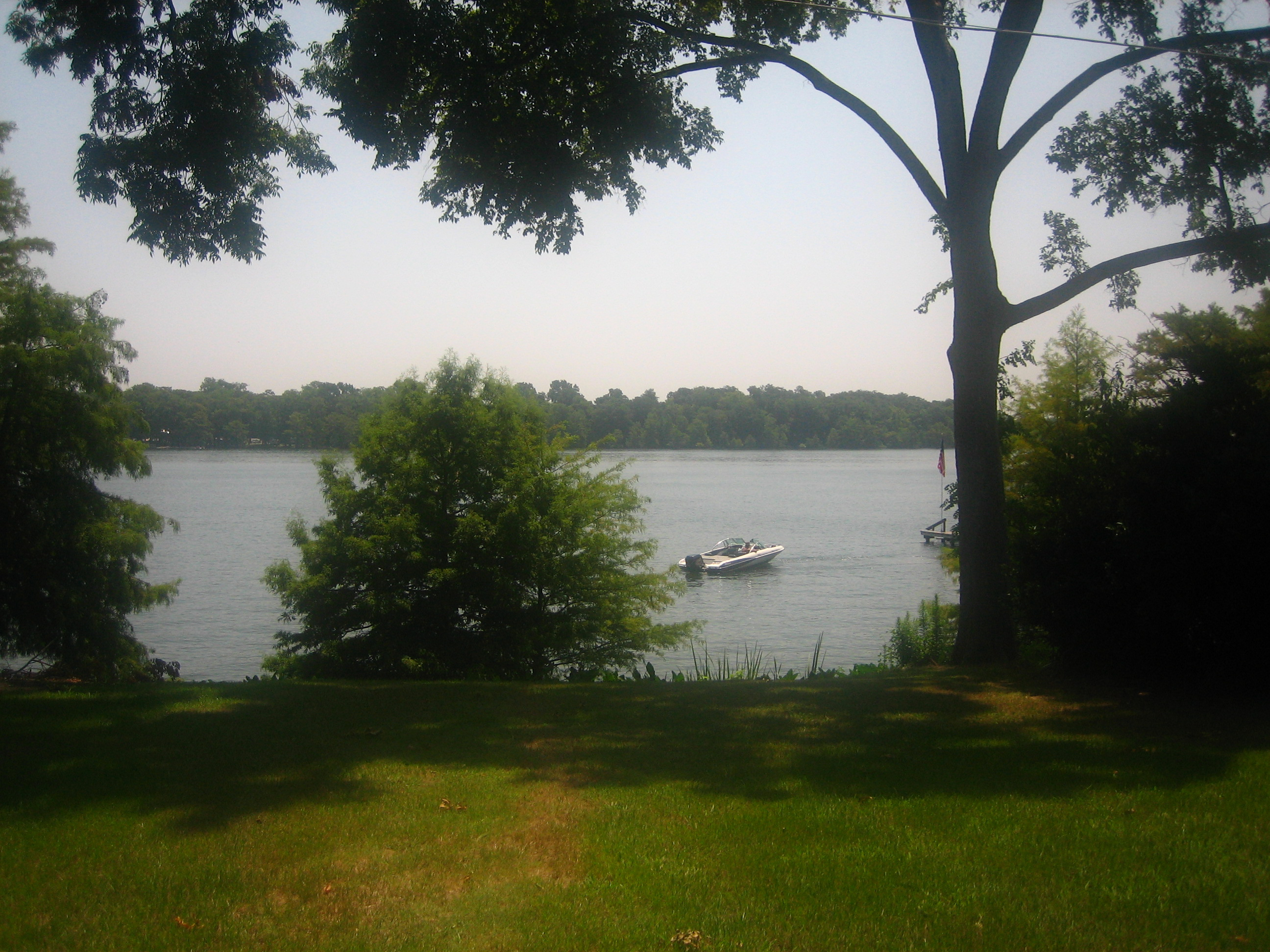
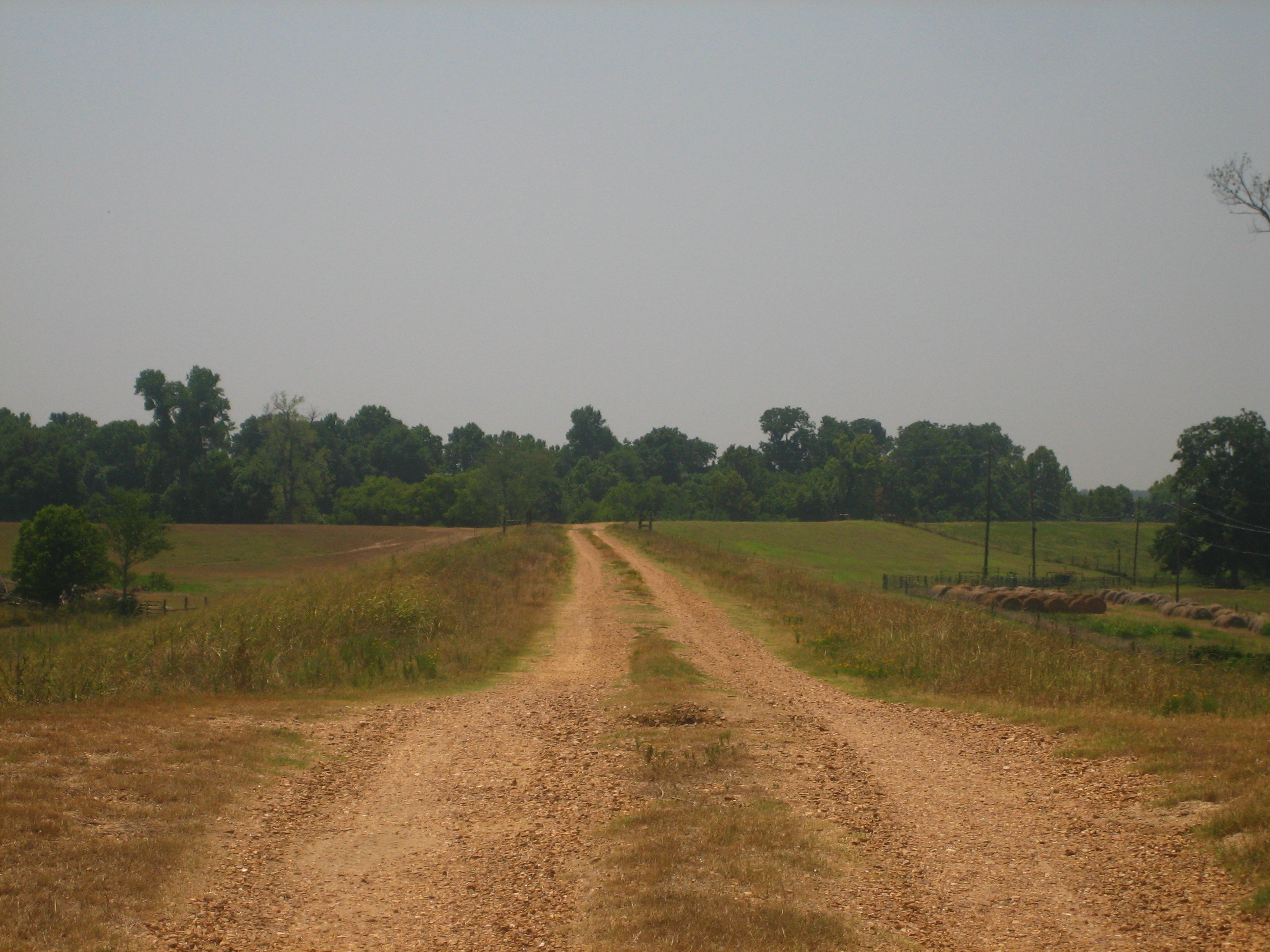